# Luis Monge
Luis Monge (Provincia de Santiago del Estero, Argentina, 27 de enero de 1992) es un futbolista argentino. Su puesto es el de lateral por derecha; su primer equipo fue Defensores de Belgrano y actualmente milita en Real Pilar.

## Clubes
| Club                   | País      | Año         |
| ---------------------- | --------- | ----------- |
| Defensores de Belgrano | Argentina | 2013-2014   |
| Barracas Central       | Argentina | 2014-2015   |
| Fénix                  | Argentina | 2016        |
| Atlanta                | Argentina | 2016-2017   |
| Acassuso               | Argentina | 2017-2019   |
| Los Andes              | Argentina | 2019-2020   |
| Talleres (RE)          | Argentina | 2021- 2022  |
| Colegiales             | Argentina | 2023        |
| Real Pilar             | Argentina | 2024 - Act. |